# Pierre-André Le Suire
Pierre-André Le Suire, né à Rouen le 30 novembre 1742 et mort à Paris le 21 juin 1827, est un peintre en émail français.

## Biographie
Pierre-André Le Suire est le fils de Louis Lesuire, orfèvre à Rouen, et de Marie-Anne Nau.
Il a pour oncles paternels Louis-Antoine-Bernard Le Suire, l'aîné, premier peintre de la duchesse de Kingston et de l'Impératrice Catherine II de Russie et Robert-Martin Lesuire, homme de lettres.
Il était selon son fils Théodore, ancien sous-directeur de la Manufacture de Sèvres, agréé de l'Académie royale de peinture et pensionnaire de l'état. 
Le 10 octobre 1778, il épouse Marguerite-Antoinette-Justine Corranson, née à Paris en 1753. On trouve le nom de celle-ci dans le Livret du salon de 1791. Une miniature qu'elle a peinte et que conserve le musée de Laval nous restitue les traits de Pierre-André Le Suire,.
Le Suire meurt le 21 juin 1827 et est enterré au Cimetière du Père-Lachaise.

## Œuvres

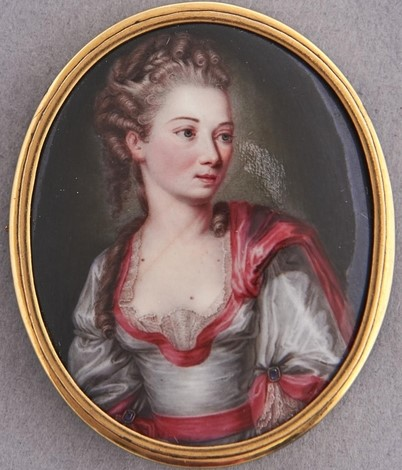
Portrait de jeune femme, 1770.
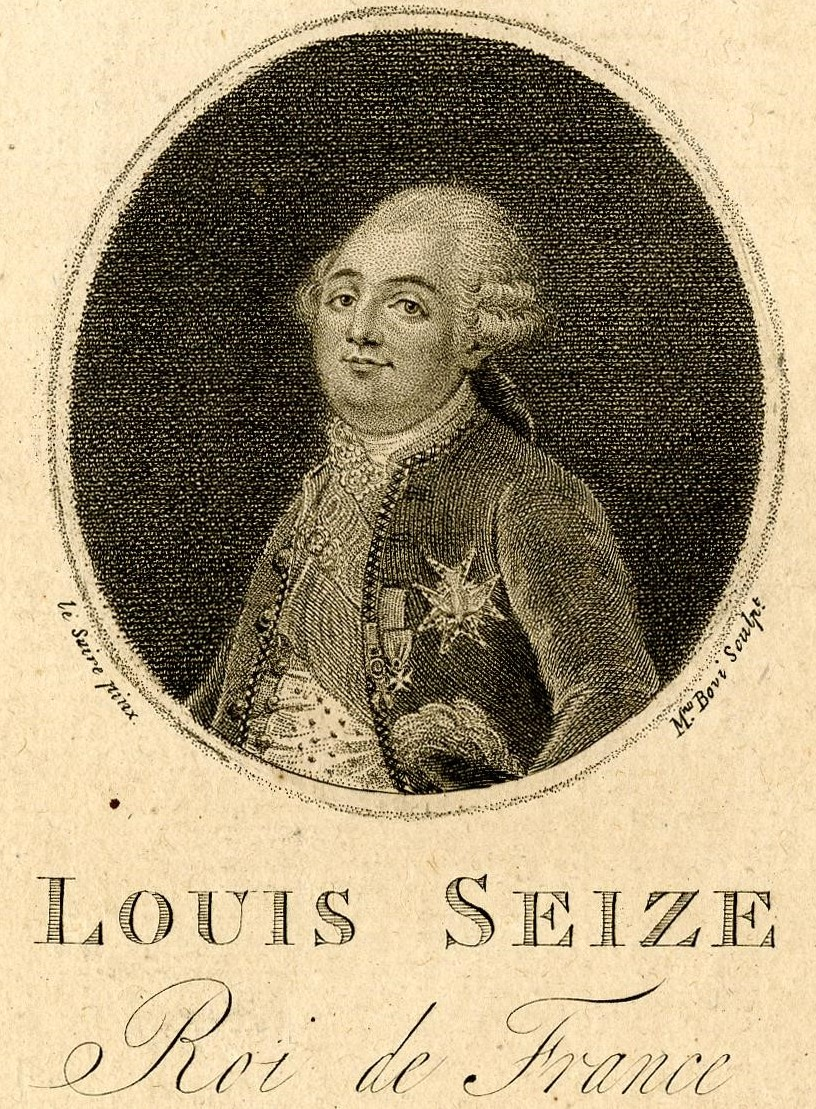
Louis XVI, roi de France (gravure de 1792).

Une suite de miniatures est conservée au musée des Beaux-Arts de Laval, :
- Pêcheurs et pêcheuses, émail d'après Joseph Vernet.
- La leçon de flûte, émail d'après François Boucher.
- Mort de Cléopâtre, émail.
- Portrait d'homme, émail.
- Portrait d'homme, miniature sur ivoire.
- Portrait de la femme de l'artiste, émail.